# Jourdan Serderídis
 (novembre 2017).
Si vous disposez d'ouvrages ou d'articles de référence ou si vous connaissez des sites web de qualité traitant du thème abordé ici, merci de compléter l'article en donnant les références utiles à sa vérifiabilité et en les liant à la section « Notes et références ».
Iordánis Serderídis (grec moderne : Ιορδάνης Σερδερίδης), connu internationalement sous le nom de Jourdan Serderidis, est un pilote de rallye grec né le 29 janvier 1964.

## Biographie
Il commence sa carrière de pilote de rallye en mai 2012 avec quelques rallyes régionaux belges et luxembourgeois.
En 2013, il fait son premier rallye en Championnat du monde au rallye de Grande-Bretagne en Ford Fiesta R5, et en 2014 s'inscrit pour le championnat WRC-2 jusqu'en 2016.
2017 sera pour Jourdan Serderidis l'année du sacre en catégorie WRC Trophy. Sur 6 participations, il s'impose a 3 reprises et fait 6 podiums, devenant le premier pilote et l'unique champion en WRC Trophy sur une Citroën DS3 WRC.
il prend également le départ de 32 rallyes en Championnat du monde des rallyes entre 2013 et 2022. sur ce championnat, sa meilleure performance est 7ème (en Ford Puma (2019) WRC HYBRID) lors du Rallye Safari Kenya 2022

## Palmarès

### Titres
| Saison | Titre                                            | Voiture         |
| ------ | ------------------------------------------------ | --------------- |
| 2017   | Champion du monde des rallyes en WRC Trophy 2017 | Citroën DS3 WRC |

### Victoires en WRC Trophy
| # | Saison | Rallye                         | Pays        | Copilote          | Voiture         |
| - | ------ | ------------------------------ | ----------- | ----------------- | --------------- |
| 1 | 2017   | Rallye Monte Carlo 2017        | Monaco      | Frédéric Miclotte | Citroën DS3 WRC |
| 2 | 2017   | Rallye de Grande-Bretagne 2017 | Royaume-Uni | Frédéric Miclotte | Citroën DS3 WRC |
| 3 | 2017   | Rallye d'Australie 2017        | Australie   | Frédéric Miclotte | Citroën DS3 WRC |

### Autres victoires
| # | Saison | Rallye                        | Pays     | Copilote          | Voiture          |
| - | ------ | ----------------------------- | -------- | ----------------- | ---------------- |
| 1 | 2015   | Rallye Sprint de Haillot 2015 | Belgique | Olivier Beck      | Citroën DS3 R5   |
| 2 | 2017   | Rallye des Ardennes 2017      | Belgique | Frédéric Miclotte | Citroën DS3 WRC  |
| 3 | 2017   | Rallye Sprint de Haillot 2017 | Belgique | Olivier Beck      | Citroën DS3 WRC  |
| 4 | 2018   | Rallye Sprint de Haillot 2018 | Belgique | Olivier Beck      | Citroën DS3 WRC  |
| 5 | 2018   | Boucles Chevrotines 2018      | Belgique | Frédéric Miclotte | Citroën DS3 WRC  |
| 6 | 2022   | Rallye de Hannut 2022         | Belgique | Frédéric Miclotte | Ford Puma Rally1 |
| 7 | 2022   | Rallye des Ardennes 2022      | Belgique | Fréderic Miclotte | Ford Puma Rally1 |